# Culicoides yemenensis
Culicoides yemenensis är en tvåvingeart som beskrevs av Boorman 1989. Culicoides yemenensis ingår i släktet Culicoides och familjen svidknott. Inga underarter finns listade i Catalogue of Life.